# 1945년 전국체육대회 축구 중학부 남자
1945년 전국체육대회 축구 중학부 남자는 미군정 조선 경기도 경성부에서 개최된 1945년 전국체육대회 축구의 세부 종목이다. 1945년 10월 27일부터 10월 30일까지 서울운동장에서 개최되었다.

## 경기장
| 경기장     | 도시 | 좌석 | 수용 | 비고 |
| ---------- | ---- | ---- | ---- | ---- |
| 서울운동장 | 경성 |      |      |      |

## 축구단
| 축구단                         | 도시 | 첫 참가 | 횟수 | 선수 | 비고 |
| ------------------------------ | ---- | ------- | ---- | ---- | ---- |
| 경기공립공업학교 축구단 (경기) | 경성 |         |      |      |      |
| 경기중학교 축구단 (경기)       | 경성 |         |      |      |      |
| 경동공립중학교 축구단 (경기)   | 경성 |         |      |      |      |
| 경복중학교 축구단 (경기)       | 경성 |         |      |      |      |
| 경성공립농업학교 축구단 (경기) | 경성 |         |      |      |      |
| 경신중학교 축구단 (경기)       | 경성 |         |      |      |      |
| 광신상업학교 축구단 (경기)     | 경성 |         |      |      |      |
| 대동상업학교 축구단 (경기)     | 경성 |         |      |      |      |
| 동양공업학교 축구단 (경기)     | 경성 |         |      |      |      |
| 배재중학교 축구단 (경기)       | 경성 |         |      |      |      |
| 보성중학교 축구단 (경기)       | 경성 |         |      |      |      |
| 보인상업학교 축구단 (경기)     | 경성 |         |      |      |      |
| 성남중학교 축구단 (경기)       | 경성 |         |      |      |      |
| 양정중학교 축구단 (경기)       | 경성 |         |      |      |      |
| 중동중학교 축구단 (경기)       | 경성 |         |      |      |      |
| 중앙중학교 축구단 (경기)       | 경성 |         |      |      |      |
| 한성상업학교 축구단 (경기)     | 경성 |         |      |      |      |
| 한양공업학교 축구단 (경기)     | 경성 |         |      |      |      |
| 휘문중학교 축구단 (경기)       | 경성 |         |      |      |      |

## 경기 결과
|  | 4강                        | 4강                      |                          |   | 결승 | 결승 |
|  |                            |                          |                          |   |      |      |
|  | 10월 - 경성                |                          |                          |   |      |      |
|  |                            |                          |                          |   |      |      |
|  | 중동중학교 축구단 (경기)   | 1                        |                          |   |      |      |
|  | 중동중학교 축구단 (경기)   | 1                        | 10월 - 경성              |   |      |      |
|  | 배재중학교 축구단 (경기)   | 0                        |                          |   |      |      |
|  | 배재중학교 축구단 (경기)   | 0                        | 중동중학교 축구단 (경기) | 2 |      |      |
|  | 10월 - 경성                |                          | 중동중학교 축구단 (경기) | 2 |      |      |
|  |                            | 휘문중학교 축구단 (경기) | 1                        |   |      |      |
|  | 휘문중학교 축구단 (경기)   | 휘문중학교 축구단 (경기) | 1                        | 2 |      |      |
|  | 휘문중학교 축구단 (경기)   |                          |                          | 2 |      |      |
|  | 한양공업학교 축구단 (경기) | 0                        |                          |   |      |      |
|  | 한양공업학교 축구단 (경기) | 0                        |                          |   |      |      |

### 4강
| 휘문중학교 축구단 | 2 : 0 | 한양공업학교 축구단 |
| ----------------- | ----- | ------------------- |
|                   |       |                     |

| 중동중학교 축구단 | 1 : 0 | 배재중학교 축구단 |
| ----------------- | ----- | ----------------- |
|                   |       |                   |

### 결승
| 중동중학교 축구단 | 2 : 1 | 휘문중학교 축구단 |
| ----------------- | ----- | ----------------- |
|                   |       |                   |

## 메달 수상
| 종목        | 금                       | 은                       | 동                         |
| ----------- | ------------------------ | ------------------------ | -------------------------- |
| 중학부 남자 | 중동중학교 축구단 (경기) | 휘문중학교 축구단 (경기) | 배재중학교 축구단 (경기)   |
| 중학부 남자 | 중동중학교 축구단 (경기) | 휘문중학교 축구단 (경기) | 한양공업학교 축구단 (경기) |

## 참고 문헌
- “대한체육회 국내종합경기대회”. 대한체육회.
- “제26회 전국체육대회”. 대한체육회.
- “제26회 전국체육대회 축구 경기 결과”. 대한체육회.
- “제26회 전국체육대회 축구 중학부 남자 경기 결과”. 대한체육회.
- 《대한체육회 50년》. 대한체육회. 1970. 2020년 11월 8일에 원본 문서에서 보존된 문서. 2022년 11월 5일에 확인함.
- 《대한체육회 70년사》. 대한체육회. 1990. 2020년 11월 8일에 원본 문서에서 보존된 문서. 2022년 11월 5일에 확인함.
- 《대한체육회 90년사》. 대한체육회. 2011. 2020년 11월 8일에 원본 문서에서 보존된 문서. 2022년 11월 5일에 확인함.
- 대한체육회 100주년 기념사업부 (2020). 《대한민국 체육 100년》. 대한체육회.
- 《대한민국 체육 100년 Ⅰ 통사 (민족과 함께 한 대한민국 체육 100년)》. 대한체육회. 2020.
- 《대한민국 체육 100년 Ⅱ 민족의 구심체, 조선체육회 (1920~1945)》. 대한체육회. 2020.
- 《대한민국 체육 100년 Ⅲ 세계를 향한 도전 (1945~1980)》. 대한체육회. 2020.
- 《대한민국 체육 100년 Ⅳ 스포츠로 꽃피운 대한민국 (1981~2000)》. 대한체육회. 2020.
- 《대한민국 체육 100년 Ⅴ 스포츠강국을 넘어 선진국으로(2001~2020)》. 대한체육회. 2020.
- 《韓國蹴球百年史(한국축구백년사)》. 대한축구협회. 1986.
- “高校蹴球(고교축구)어제와오늘 힘껏차고달린 半世紀(반세기)”. 경향신문. 1968년 9월 25일.